# موري (كاغاوا)
موري (باليابانية:牟礼町؛ تلفظ: موري-تشو) بلدة تقع في مقاطعة كيتا، ضمن محافظة كاغاوا في اليابان.
مساحتها (16.48 كلم2) وعدد سكانها عام 2003، بلغ (18,108 نسمة) بكثافة سكانية تصل إلى (1,098.79 شخص/كلم2).
في 10 يناير 2006، تم دمج بلدة موري وبلدة اجي (من مقاطعة كيتا)، وبلدتي كاغاوا وكونان (من مقاطعة كاغاوا) وبلدة كوكوبونجي (من مقاطعة اياوتا) مع مدينة تاكاماتسو لتوسيعها ولم تعد هذه البلدات بشكل كيانات مستقلة.

## اقرأ ايضاً
- مدن اليابان
- مدن اليابان الخاصة
- مقاطعات اليابان
- معبد محلي (اليابان)

## روابط خارجية
- الموقع الرسمي لمدينة شيموتسوكي (باللغة اليابانية).